# 米基蒂夫卡 (紹斯特卡區)
51°54′33″N 33°58′27″E / 51.90917°N 33.97417°E
米基蒂夫卡（烏克蘭語：Микитівка）是位於烏克蘭東北部的村莊，由蘇梅州紹斯特卡區的斯韋薩市鎮負責管轄。該村處於斯維薩河畔，分別距離普羅托波皮夫卡1.5公里和舍夫琴科韋3公里，海拔高度161米，2001年人口357。